# Thalpophila radiata
Thalpophila radiata är en fjärilsart som beskrevs av Wahlgren. 1913. Thalpophila radiata ingår i släktet Thalpophila och familjen nattflyn. Inga underarter finns listade i Catalogue of Life.